# Comtat de Charpeigne
El comtat de Charpeigne fou una jurisdicció feudal del Sacre Imperi Romanogermànic formada a l'antic pagus Scarponensis, derivat de l'antic campament romà de Scarpona, a Dieulouard a la riba del Mosel·la, al sud de Pont-à-Mousson. S'estenia per un territori al sud de Metz des d'Ars-sur-Moselle cap al sud fins als comtats de Toul i de Chaumontais principalment a l'esquerra del Mosel·la, arribant fins a Verdun abraçant l'abadia de Gorze que depenia del bisbat de Metz. En la partició del 8 d'agost del 870 el comtat va ser assignat a Carles II el Calb.
El primer comte conegut fou Barnari esmentat en una donació del bisbe Walo de Metz a l'abadia de Gorze datada el 874; se l'esmenta en una carta del 882 però podria ser apòcrifa. Hug d'Alsàcia, fill bastard del rei Lotari II de Lotaríngia, fou fet Alsàcia el 867 però a la mort del pare havia perdut el ducat (869) per ser bastard, i el 877 o 878 es va revoltar sense èxit, repetint l'intent el 880; Bernari fou un dels que el va combatre però va caure presoner del rebel i fou executat el 883 (Hug fou capturat i cegat el 885 i tancat a un monestir on va morir després del 895)
Posteriorment apareix com a comte Erenfred (Irenfridus); era comte de Bliesgau i és esmentat en una donació a l'abadia de Prüm datada el 20 de desembre del 866, i en subscrivia un altre el 877; apareix en una donació "in pago Bliesiggowe in comitatu Ereinfridi" en carta del 13 de juny del 888. Zuentibold el va tenir com a comte i l'esmenta en una donació al monestir de Saint-Mihiel del 14 d'agost del 895. Encara apareix en un intercanvi de territoris entre l'arquebisbe Hattó i l'abat de Riamnis datada el 904.
Després s'anomena a Erlebold esmentat com a comte de Charpeigne en un intercanvi de territoris datat el 912. Fou també comte de Castres i segons Flodoard va envair terres de l'arquebisbat de Reims (i per això fou excomunicat); l'arquebisbe va envair el comtat i va assetjar Mezières (la capital) i Erlebold va morir a la lluita contra un príncep transrenà de nom Enric (920) que segurament seria Enric I d'Alemanya el Falconer.
Després hi ha un segle sense notícies fins que l'1 de novembre de 1007 s'esmenta a un comte de nom Ricuí, fill d'un comte Lluís I en una donació del rei Enric II d'Alemanya (després emperador) al bisbe de Bamberg. Una carta del 1019 que explica un acord entre el bisbe Bertold de Toul i un tal Olric, apareix subscrita per un comte Ricuí, el seu pare Lluís, el seu fill Lluís i el seu germà Teodoric ("Riquini comitis, Ludovicus comitis patris eius, item Ludovici filii eius, Theodorici fratris eius"). L'emperador Conrad II va confirmar propietats al monestir de Sant Llorenç a Dieulouard al comtat de Ricuí el 2 de maig de 1028. Apareix també com a comte de Saintois en una donació de Brunó, bisbe de Toul al priorat de Deuilly datada el 1044. Ricuí comte del "Segetensis" ("Segetensis pagi ubi…comite Ricuino juniore") va subscriure una carta el 1052, en què Udó bisbe de Toul feia una donació a l'abadia de Bleurville. Aquest Ricuí es va casar amb Matilde que probablement seria Matilde d'Egisheim, filla d'Hug V d'Alsàcia comte de Nordgau. Si fou així serien els pares de Lluís (II) comte de Mousson, parent del papa Lleó IX (el papa seria el seu oncle matern) i tronc dels comtes de Bar i Mousson. Ricuí i Matilde van tenir dos fills més, Sigebod, al qual es dona el títol de comte, casat amb Matilde de Lotaríngia (filla de Goteló I de Baixa Lotaríngia) que fou morta pel seu marit, i Udó, bisbe de Toul successor de Brunó el 1052, mort el 24 de juny de 1069.

## Llista de comtes
- Barnari (870-883)
- Erenfred, comte de Bliesgau (883-905)
- Erlebold (905-920)
- Desconeguts (920-?)
- Lluís I (?-1020)
- Ricuí vers vers (1020-1055)